# Mariana González Oliva
Mariana Alejandra González Oliva (Buenos Aires, 12 de marzo de 1976) es una exjugadora argentina de hockey sobre césped. Su posición de juego fue de volante y se desempeñó en el Club Ciudad de Buenos Aires (Muni).
Entre los logros que consiguió con Las Leonas, la Selección argentina, se destacan el Campeonato Mundial obtenido en Perth, Australia en 2002, la medalla de bronce de los Juegos Olímpicos de Atenas 2004 y los Juegos Olímpicos de Pekín 2008 , la medalla de oro en los Champions Trophy de 2001 y 2008, el primer puesto conseguido en los Juegos Panamericanos de 2003 y 2007 y la Copa Panamericana de 2001.